# Srŏk Ŏdŏngk
Srŏk Ŏdŏngk är ett distrikt i Kambodja.   Det ligger i provinsen Kampong Spoe, i den södra delen av landet, 40 km väster om huvudstaden Phnom Penh. Antalet invånare är 99 773.